# Hatakeda Takahiro
Takahiro Hatakeda (sinh ngày 10 tháng 12 năm 1976) là một cầu thủ bóng đá người Nhật Bản.

## Sự nghiệp câu lạc bộ
Takahiro Hatakeda đã từng chơi cho Cerezo Osaka.